# Circuit Paul Ricard
El Circuit Paul Ricard, conegut també com a circuit de Le Castellet, és un circuit de curses situat a Lo Castelet (en francès, Le Castellet), prop de Toló, a la Provença. Ha acollit divuit edicions del Gran Premi de França de Fórmula 1 (de 1971 al 2022) i tretze del Gran Premi de França de motociclisme (de 1973 a 1999), a més del "Paul Ricard Superbike Prix" el 1989. Actualment és la seu del Bol d'Or, que s'hi va començar a disputar el 1978 i s'hi ha mantingut ininterrompudament des del 2015.
El Paul Ricard és un dels circuits més famosos del món a causa de la Courbe de Signes, que s'ha de negociar a plena acceleració, a més de 340 km/h, després de la llarguíssima recta del Mistral (nom del vent de mestral en francès), d'uns 1.800 metres. Tot el traçat està envoltat de diverses escapatòries asfaltades i permet 247 configuracions diferents.
El circuit va acollir per primera vegada pilots femenines el 2022 en ser la seu d'un Gran Premi de les W Series i el 2023 va acollir tres mini-curses, també femenines, de la F1 Academy.

## Història

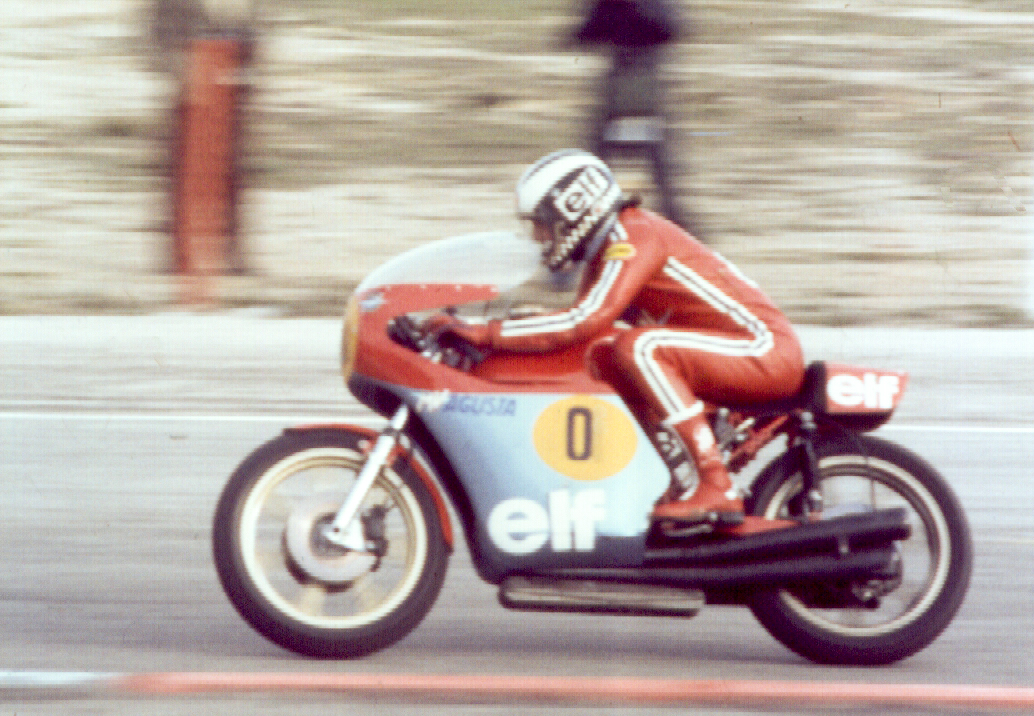
Phil Read amb la MV Agusta 500 al Paul Ricard durant el GP de

El circuit va ser fundat per l'industrial marsellès Paul Ricard (1909-1997), propietari de la marca de pastís Ricard (la qual va fusionar el 1975 amb la marca rival Pernod, donant origen a l'actual Pernod Ricard). Amb el L'objectiu d'internacionalitzar i desenvolupar la zona de Sinha (en francès, Signes), a l'interior del departament del Var, on residia aleshores, va consultar amb Jean-Pierre Beltoise i altres pilots experts per tal de construir un autòdrom a prop de l'Aéroport du Castellet, que havia creat el mateix Ricard el 1962. El circuit es va començar a construir al juny de 1969 i es va inaugurar a l'abril de 1970. El 1971 ja va acollir el primer dels divuit Grans Premis de França que ha hostatjat fins al moment.
El 1986, el pilot de Fórmula 1 Elio de Angelis va perdre la vida al circuit en una prova privada. A causa d'això, per motius de seguretat, primer es va escurçar la pista a la part de la recta del Mistral i finalment, després del Gran Premi de 1990, es va abandonar el circuit. A finals de 1997, Paul Ricard es va morir i els hereus van posar el circuit a la venda. El 1999, Bernie Ecclestone el comprà, el modernitzà completament i el convertí després en un centre altament tecnològic per a proves de Fórmula 1, sense tribunes ni xarxes de contenció, amb escapatòries fetes de material abrasiu i un sistema de reg per pluja artificial.
El juny de 2012, Ecclestone va confirmar el retorn del Gran Premi de França a Le Castellet a partir de la temporada del 2013 alternant-se amb el Gran Premi de Bèlgica. Posteriorment, l'absència dels fons necessaris va fer que el projecte no tirés endavant. Malgrat tot, el circuit va anar renovant regularment la seva llicència de grau 1 de la FIA per a poder acollir Grans Premis. Finalment, del 2018 al 2022, Paul Ricard va tornar a ser la seu del Gran Premi de França de Fórmula 1.

Kevin Magnussen al GP del 2022

El 24 de juliol de 2022 les dones van debutar al circuit en ocasió del Gran Premi de les W Series, que va guanyar Jamie Chadwick. Del 29 al 30 de juliol de 2023, les dones hi tornaren de cara a la sisena prova de la F1 Academy, consistent a tres curses que guanyaren les valencianes Nerea Martí (una) i Marta García (dues).
El circuit aporta beneficis a l'economia local. El 2022 va produir 78 milions d'euros, amb 500 llocs de treball, lloguer de places a constructors, 16.000 m² de pàdocs edificats i la creació de 46.000 seients.

### El revolt de Signes
Durant els Grans Premis de França de Fórmula 1 celebrats al circuit (sobretot, durant la fase de classificació), els periodistes s'acostumaven a trobar a l'interior del revolt de Signes per veure quins pilots el completaven sense desaccelerar ni tan sols una fracció de segon i determinar així, any rere any, el pilot més ràpid i valent de la cursa. L'únic pilot de la història de la Fórmula 1 que ho va aconseguir va ser Ayrton Senna (i això des del seu debut al campionat el 1984 amb el Toleman), malgrat que el 1985 va tenir un perillós accident sense conseqüències, per una fallada sobtada del motor, precisament en aquest punt del circuit.

## Rècords
El rècord absolut del circuit és d'1'28"319 i fou establert per Lewis Hamilton amb un Mercedes en la classificació per al Gran Premi de França de 2019. Per a les dones el rècord és d'1'26"970, en poder de Nerea Martí, però en un recorregut escurçat a 3,826 km.

## Galeria

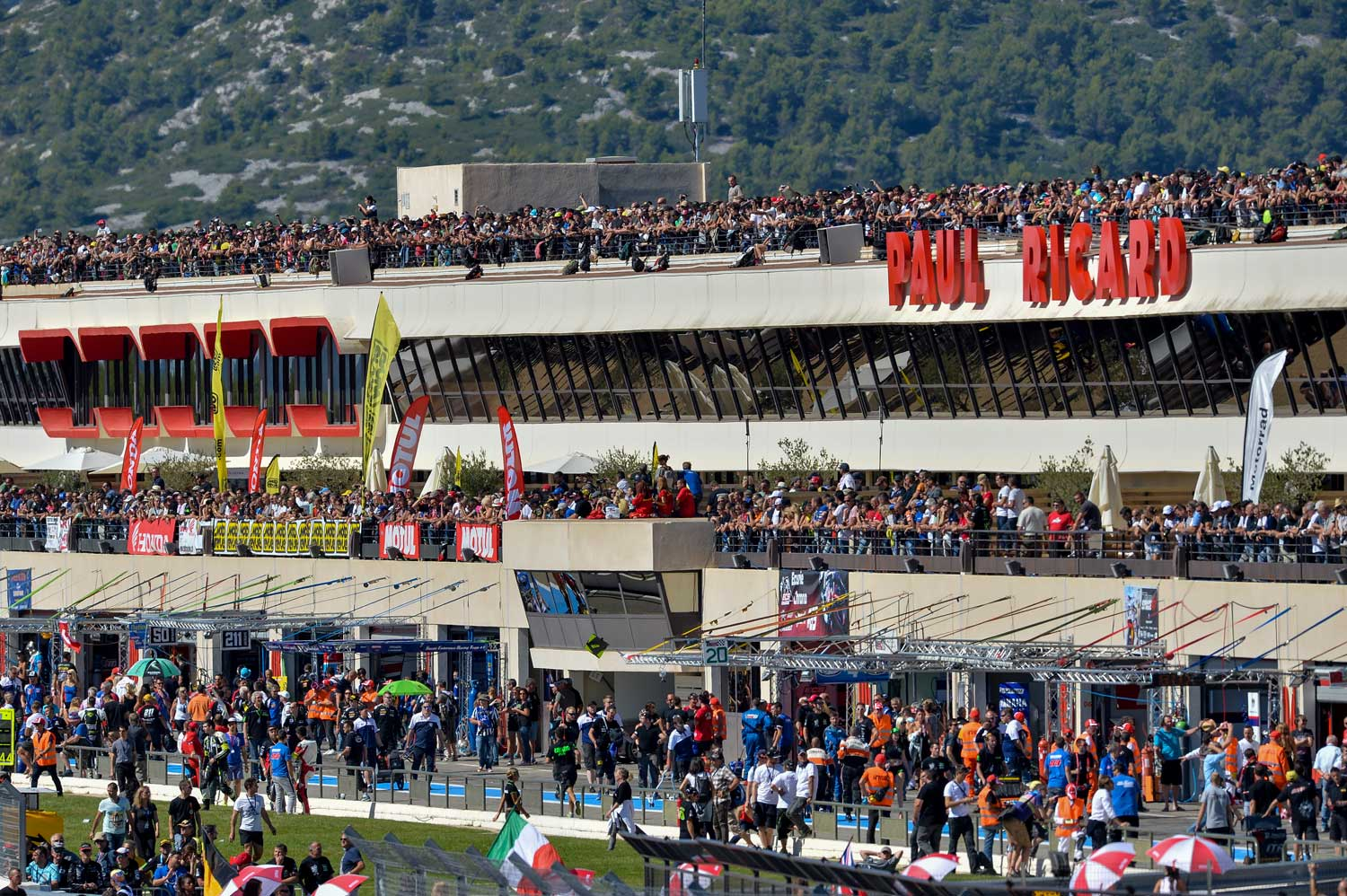
Públic a les tribunes durant el Bol d'Or del 2015
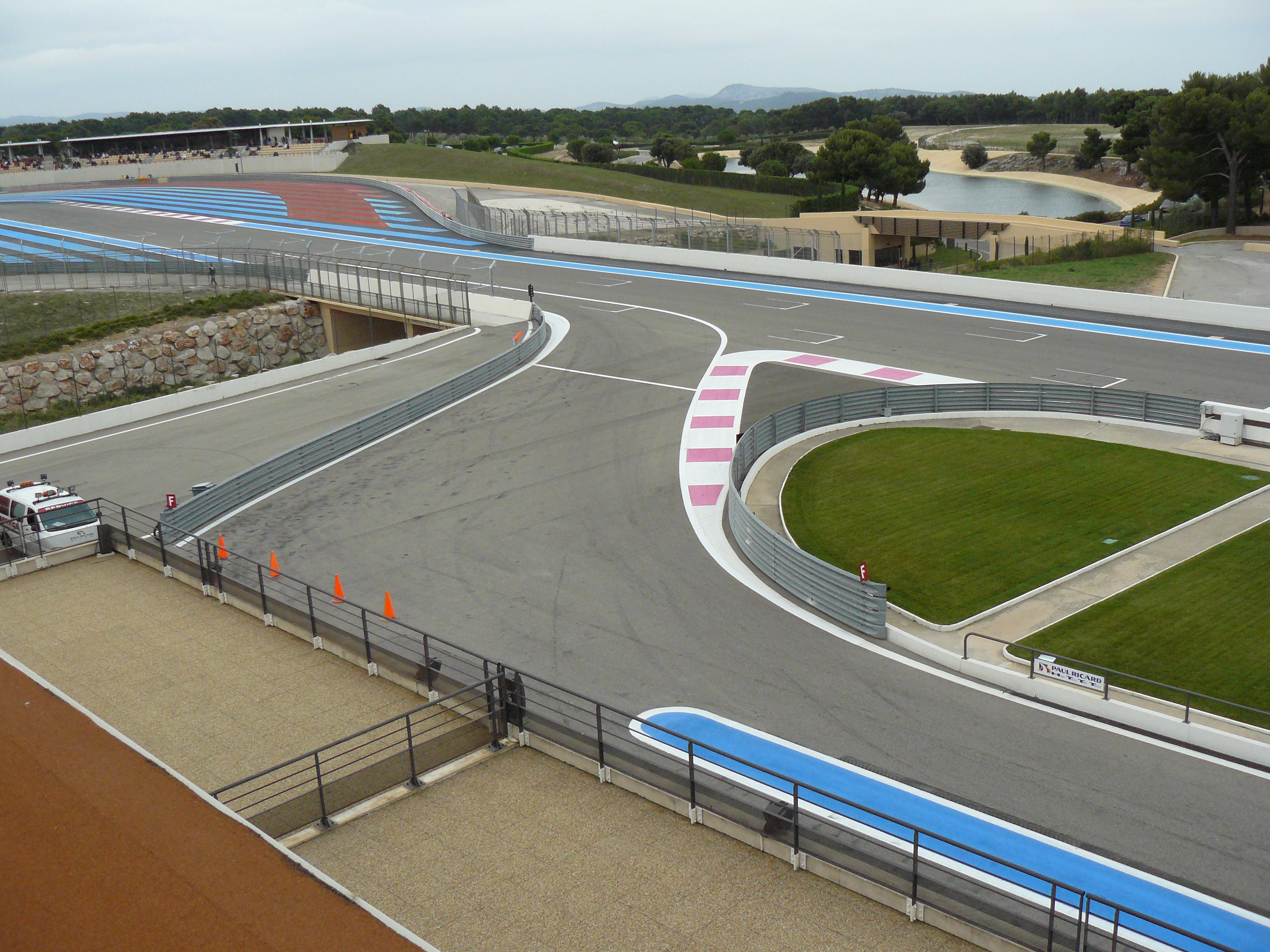
La recta de sortida des de la graderia
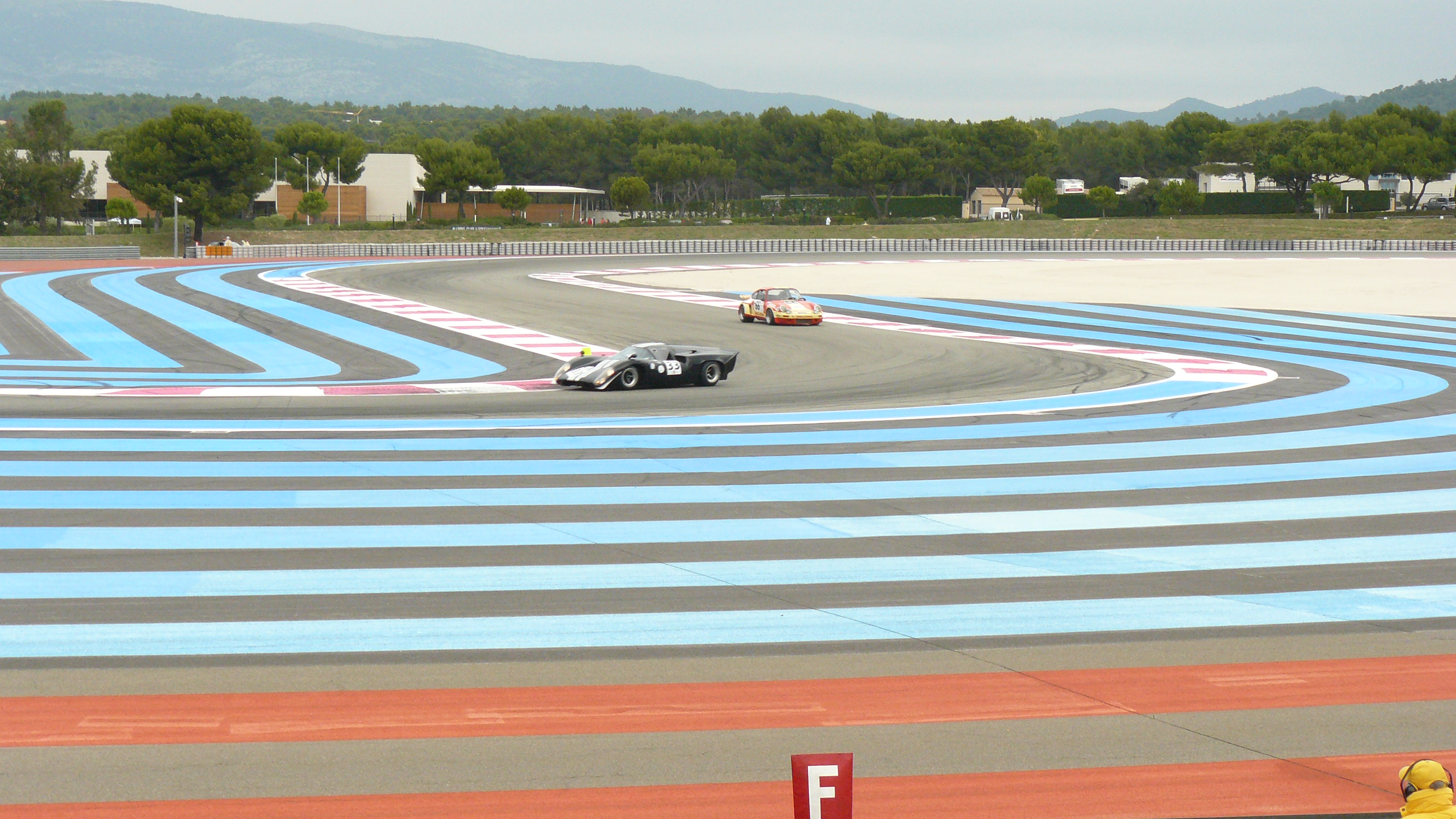
Revolts del pont i de la torre
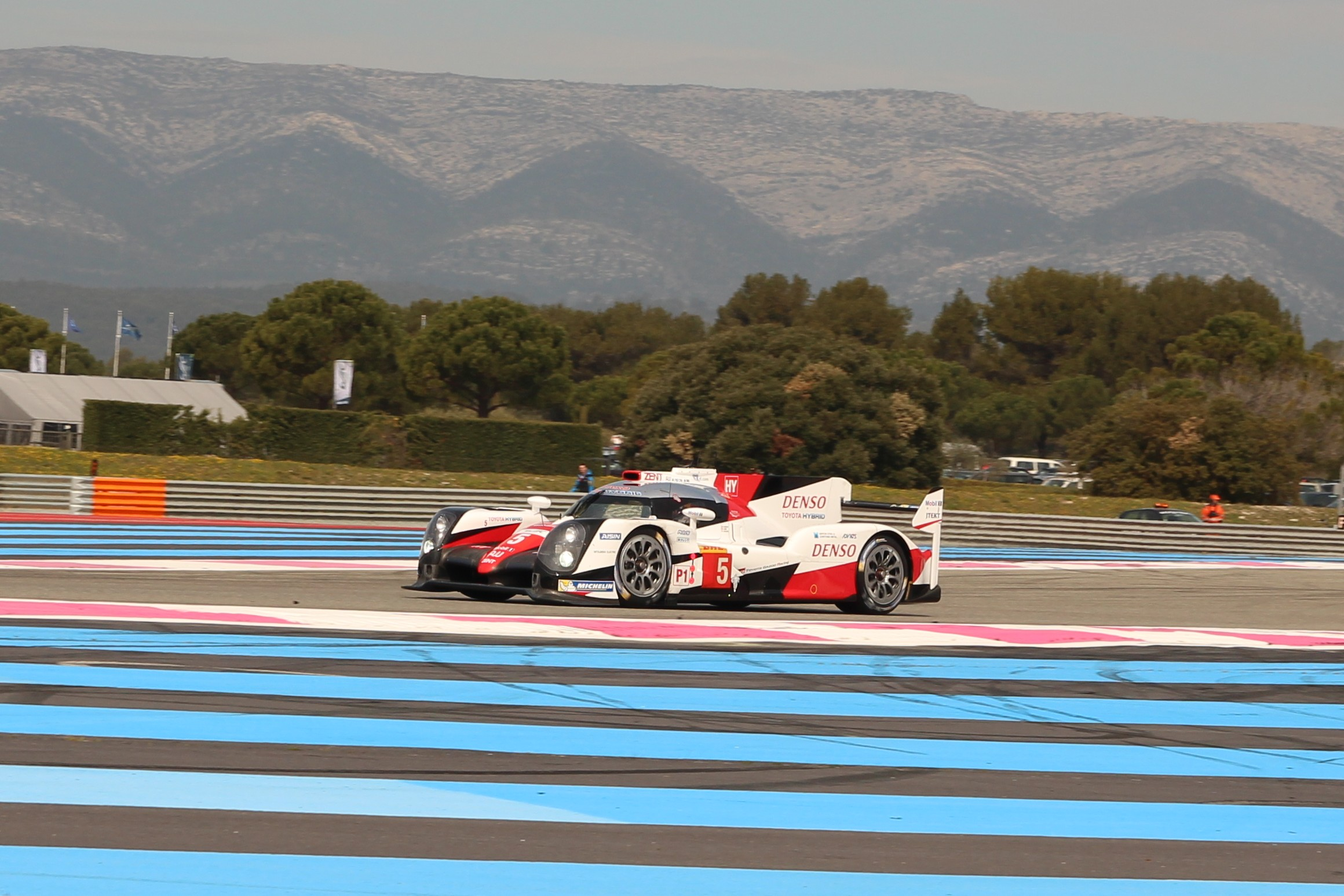
Sessió de proves de Toyota el 2016
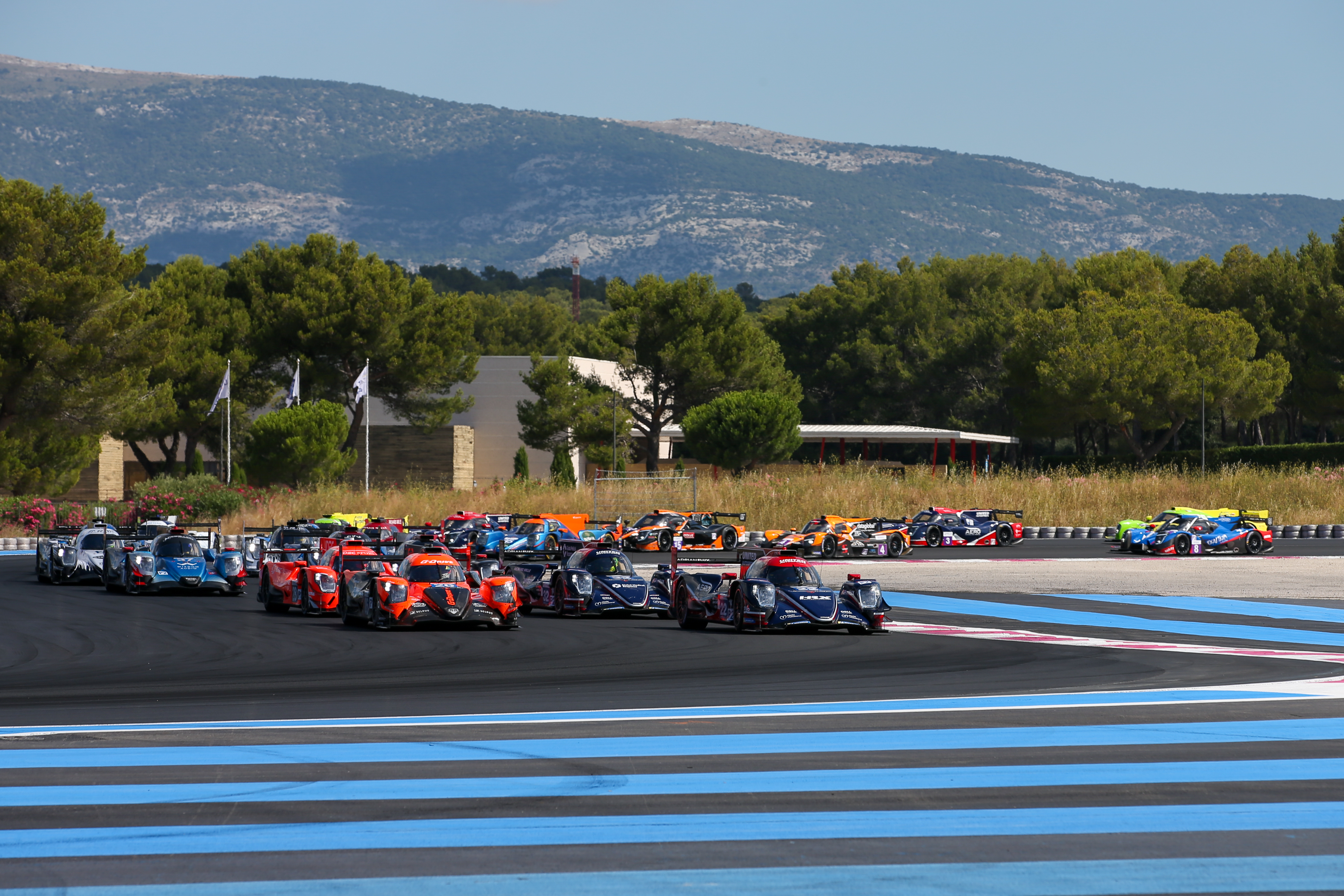
Sortida de les 4 Heures du Castellet el 2020

## Historial del traçat
- Circuit de Gran Premi original (1970–2001)
- Circuit curt de Gran Premi (1986–2001)
- Circuit 1D (2002–actualitat)[12][13]
- Circuit 3D (2002–actualitat)[12]
- Circuit 1C-V2 (2005–2018)
- Totes les possibles configuracions del circuit (2019–actualitat)
- Circuit 1C-V2 (2019–actualitat)
- Circuit 1A-V2 (2019–actualitat)

## Guanyadors del GP de França de F1 al Paul Ricard
A 30 de desembre de 1990
| Any  | Pilot guanyador | Equip guanyador  | Reportatge |
| ---- | --------------- | ---------------- | ---------- |
| 1990 | Alain Prost     | Ferrari          | Resultats  |
| 1989 | Alain Prost     | McLaren - Honda  | Resultats  |
| 1988 | Alain Prost     | McLaren - Honda  | Resultats  |
| 1987 | Nigel Mansell   | Williams - Honda | Resultats  |
| 1986 | Nigel Mansell   | Williams - Honda | Resultats  |
| 1985 | Nelson Piquet   | Brabham - BMW    | Resultats  |
| 1983 | Alain Prost     | Renault          | Resultats  |
| 1982 | René Arnoux     | Renault          | Resultats  |
| 1980 | Alan Jones      | Williams - Ford  | Resultats  |
| 1978 | Mario Andretti  | Lotus - Ford     | Resultats  |
| 1976 | James Hunt      | McLaren - Ford   | Resultats  |
| 1975 | Niki Lauda      | Ferrari          | Resultats  |
| 1973 | Ronnie Peterson | Lotus - Ford     | Resultats  |
| 1971 | Jackie Stewart  | Tyrrell - Ford   | Resultats  |